# Petr Vandírek
Petr Vandírek (* 7. dubna 1962) je bývalý československý motocyklový závodník, reprezentant v ploché dráze. Jeho synem je plochodrážní závodník Adam Vandírek.

## Závodní kariéra
V Mistrovství Československa jednotlivců skončil získal v roce 1989 mistrovský titul. V Mistrovství Československa na dlouhé ploché dráze získal pětkrát mistrovský titul. V letech 1985-1994 startoval v kvalifikačních závodech mistrovství světa jednotlivců, nejlépe skončil v roce 1986 na 17. místě ve světovém finále. V kvalifikaci Grand Prix skončil nejlépe v roce 1995 na 4. místě v kontinentálním čtvrtfinále. V Mistrovství světa družstev startoval v letech 1986-1993. V Mistrovství světa na dlouhé ploché dráze startoval v letech 1986-1992, nejlépe skončil na 9. místě ve světovém finále 1986. V britské profesionální lize jezdil v letech 1995 a 1996 za tým Exeter Falcons.

## Mistrovství Československa a Česka jednotlivců na klasické ploché dráze
- 1984 – 12. místo
- 1985 – 10. místo
- 1986 – 8. místo
- 1987 – 2. místo
- 1988 – 5. místo
- 1989 – 1. místo
- 1990 – 3. místo
- 1991 – 16. místo
- 1992 – 3. místo
- 1993 – 2. místo
- 1994 – 2. místo
- 1995 – 5. místo
- 1996 – 8. místo
- 2001 – 21. místo
- 2001 – 15. místo